# 拉簡度球場

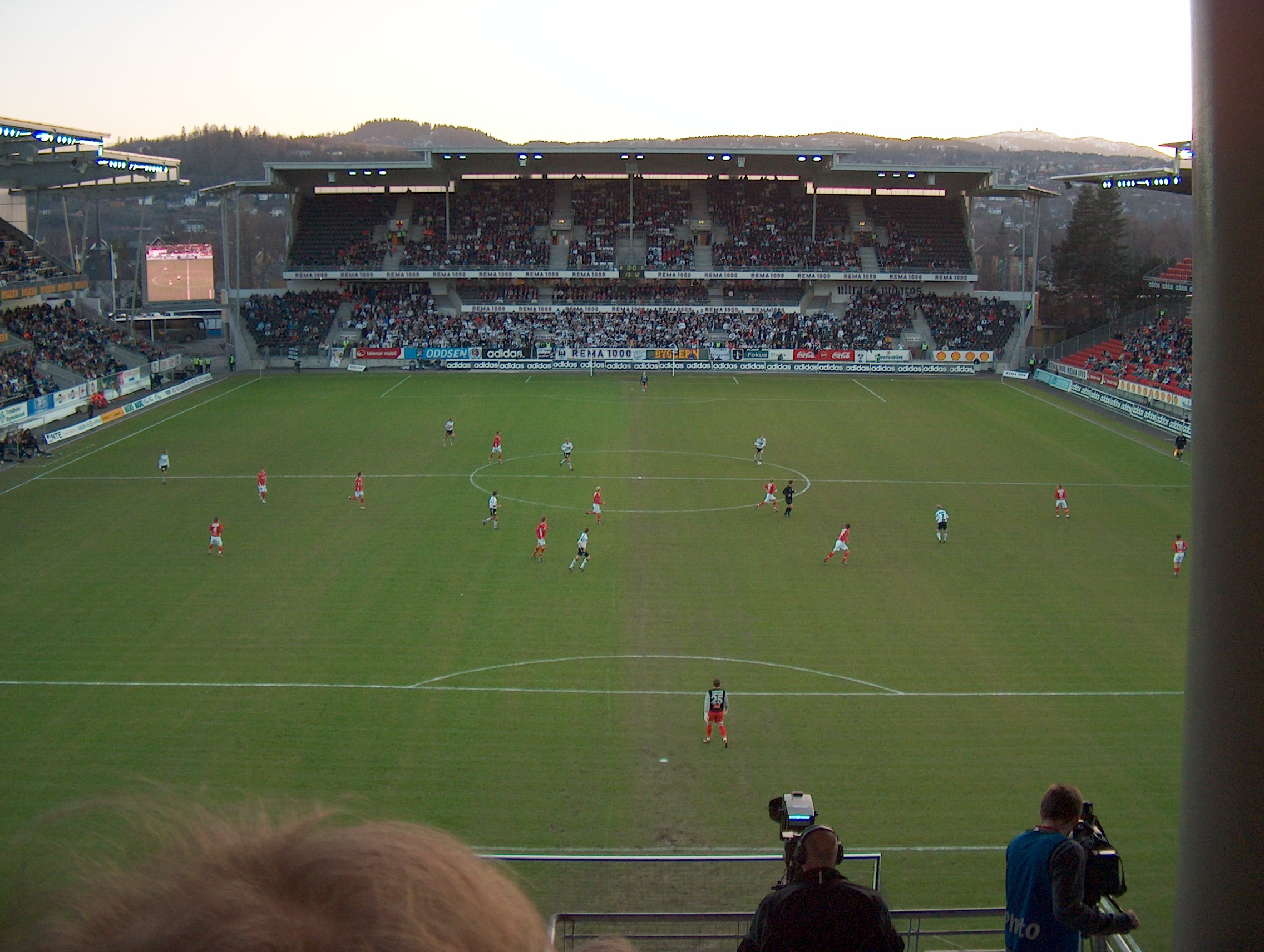
拉簡度球場

拉簡度球場（挪威語：Lerkendal Stadion）是位於挪威特隆赫姆勒肯達爾的足球場，為洛辛堡的主場，可容納21,405名觀眾，是該國第二大足球場。球場於1947年8月10日作為多功能體育場開放，作為特隆赫姆的主要足球和田徑體育場。球場曾在1996年進行重大翻新，而在2000年12月至2002年10月期間，會方把拉簡度球場改裝成全坐位兼現代化的球場。位于市中心以南3英里处。
官方紀錄中最高入場人次為1985年的28,569人(Adresseavisen報社認為是28,619人)，當時的對手是利尼史特朗。不過，因為這場聯賽賽事十分關鍵和決定性，球場的大閘因為承受了龐大的壓力而需要開啟，所以其餘的入場人次無法計算，所以真實數字應該比這個數字高。
拉簡度球場的面積為105米 × 68米。

## 外部連結
- Chronology of aerial images （页面存档备份，存于）

| 前任： 鮑里斯派齊亞澤迪納摩體育場 第比利斯 | 歐洲超級盃 舉行場地 2016 | 繼任： 菲利普二世體育場 斯科普里 |